# Beirut (band)
Beirut er et amerikansk band.
Som 15-årig indspillede Zach Condon sin første plade under navnet Real People. Der var tale om en elektronisk plade med kraftig inspiration fra Condons forbilleder i The Magnetic Fields. Produktive Zach Condon udgav året efter en doo wop-plade og under navnet 1971 EP'en 'Small Time American Bats'.
Som 16-årig mente Condon, at tiden var inde til at droppe ud af high school og han tog i stedet på en dannelsesrejse til Europa. Her blev Condon introduceret for balkanmusik og den jødiske klezmertradition.
Med hjælp fra de tidligere Neutral Milk Hotel-medlemmer Jeremy Barnes og Heather Trost udgav Condon i 2006 under navnet Beirut albummet Gulag Orkestar.
Med 'Gulag Orkestar' trak Beirut i høj grad fra melankolien i sigøjnermusikken. Condons sange udnytter blæsere og harmonikaer og frembringer også kraftige påmindelser om både jødiske klezmer- og mexicanske mariachi-orkestre.
Efter udgivelsen Gulag Orkestar udkom i december 2006 EP'en Lon Gisland, der tog tråden fra debuten op. Efterfølgende er også udkommet The Pompeii EP i 2007.
Beirut er reelt Zach Condons band. Ud over Condon er Beiruts livebesætning blevet spillet med konstant skiftende besætning.

## Diskografi

### Albums
- 2006: The Gulag Orkestar
- 2007: The Flying Club Cup
- 2011: The Rip Tide
- 2015: No No No
- 2019: Gallipoli
- 2023: Hadsel
- 2025: A Study of Losses

### EP'er
- 2006: Lon Gisland
- 2007: Pompeii EP
- 2007: Elephant Gun EP
- 2009: March of the Zapotic/Holland EP